# Samsung Galaxy Xcover 4s
Il Samsung Galaxy Xcover 4s è uno smartphone Android prodotto da Samsung Electronics presentato il 7 giugno 2019. È il successore del Samsung Galaxy Xcover 4 ed è conforme allo standard IP68.

## Caratteristiche tecniche

### Hardware
Il Galaxy Xcover 4s è uno smartphone con form factor di tipo slate, misura 146,2 × 73,3 × 9,7 millimetri e pesa 172 grammi.
Nel 2019, il Galaxy Xcover 4s era l'unico smartphone di Samsung avente ancora i tasti della barra di navigazione fisici, ridisegnati nello stile One UI. Lo smartphone ha anche il tasto XCover, a cui è assegnabile una funzione a scelta.
Il dispositivo è dotato di connettività GSM, HSPA, di Wi-Fi 802.11 a/b/g/n/ac dual band con Wi-Fi Direct e hotspot, di Bluetooth 5.0 con A2DP e LE, di GPS con A-GPS, GALILEO, GLONASS e BDS, di NFC e di radio FM. Ha una porta USB-C 2.0 ed un ingresso per jack audio da 3,5 mm.
Il Galaxy Xcover 4s è dotato di schermo touchscreen capacitivo da 5 pollici di diagonale, di tipo PLS IPS, con aspect ratio 16:9 e risoluzione HD 720 × 1280 pixel (densità di 294 pixel per pollice). La batteria agli ioni di litio è da 2800 mAh ed è removibile dall'utente.
Il chipset è un Exynos 7885, con CPU octa core e GPU Mali-G71 MP2. La memoria interna, di tipo eMMC 5.1, ha una capacità di 32 GB, mentre la RAM è da 3 GB.
La fotocamera posteriore ha un sensore da 16 megapixel e apertura f/1.7, dotato di autofocus PDAF, HDR e flash LED, in grado di registrare al massimo video in Full HD a 30 fotogrammi per secondo, mentre quella anteriore è da 5 megapixel, con apertura f/2.2.
Il dispositivo rispetta lo standard IP68, dunque è totalmente protetto dall'ingresso di polvere ed ha una resistenza all'acqua fino a 30 minuti di immersione ad un metro e mezzo di profondità, rispetta anche lo standard militare MIL-STD-810G.

### Software
Il sistema operativo è Android 9 Pie con interfaccia One UI 1.1, aggiornabile fino ad Android 11 con One UI 3.1.